# Penidiella cubensis
Penidiella cubensis är en svampart som först beskrevs av R.F. Castañeda, och fick sitt nu gällande namn av U. Braun, Crous & R.F. Castañeda 2007. Penidiella cubensis ingår i släktet Penidiella och familjen Teratosphaeriaceae.   Inga underarter finns listade i Catalogue of Life.